# داء مويامويا
داء مويامويا هو مرض نادر يحدث فيه ضيق في شرايين محددة بالمخ، مما يتسبب في إعاقة تدفق الدم بها نتيجة لذلك وأيضاً نتيجة لتكون الخثرات في داخلها. يترتب على ذلك نمو لشرايين جانبية بجانب الشرايين المغلقة (دورة دموية رديفة) كي تقوم بتعويض نقص تدفق الدم للمخ، لكن هذه الشرايين الجديدة تكون ضعيفة وصغيرة، بالإضافة لذلك فإنها تكون معرضة لحدوث خثرات بداخلها أو تعرضها للنزيف أو التمدد. عند تصوير الأوعية الدموية باستخدام الأشعة السينية تظهر هذه الشرايين الجانبية على هيئة «نفخة الدخان» (باليابانية "もやもや" «مويامويا»).

## الأسباب
تعد الوراثة مسئولة عن 10% من حالات الإصابة بالمرض، وتنشأ بعض الحالات نتيجة لطفرات جينية محددة. يبلغ معدل الإصابة بالمرض في اليابان بنسبة 0.35 لكل 100.000 شخص وهي نسبة الإصابة الأعلى بالعالم. في أمريكا الشمالية يظهر المرض بشكل رئيسي في الإناث خلال العقد الثالث والرابع من العمر على هيئة نوبات عابرة من نقص التروية، أو نزيف بالمخ، ويمكن ألا تظهر أية أعراض مطلقاً لكن ترتفع قابليتهن للإصابة بالسكتة الدماغية، يمكن أن يظهر المرض كذلك بين الأطفال والرضع. تزداد نسبة الإصابة بشكل عام بين الإناث أكثر من الذكور.
قد ينشأ المرض نتيجة اضطراب خلقي أو بشكل مكتسب، حيث تزداد نسبة الإصابة به مع أمراض ومتلازمات وراثية مثل متلازمة داون وفقر الدم المنجلي وعيوب القلب الخلقية ونقص بروتين سي، كما يمكن أن يحدث بشكل مكتسب نتيجة إصابات الرأس.

## التشخيص
يتم تشخيص المرض بشكل رئيسي من خلال الأشعة المقطعية على المخ، الرنين المغناطيسي، أو تصوير أوعية المخ. تشير دراسة أجريت عام 2015 إلى امكانية ربط واصمات حيوية بالإصابة بالمرض.

## العلاج
لايوجد علاج شافي للمرض. من الممكن أن يتم تناول بعض العقاقير مثل مضادات الصفيحات كالأسبرين لمنع حدوث الخثرات. يوصى بالتدخل الجراحي في أغلب الحالات، حيث تعتمد الجراحة على تحويل الاعتماد على الإرواء الدموي للمخ من الشريان السباتي الباطن (أكثر الشرايين تأثراً بالمرض) إلى الاعتماد على الشريان السباتي الظاهر وفروعه.